# Nimrod Levi
Nimrod Levi (in ebraico נמרוד לוי‎?; Modi'in-Maccabim-Re'ut, 24 marzo 1995) è un cestista israeliano con cittadinanza svedese.

## Carriera
Con Israele ha disputato i Campionati europei del 2022.

## Palmarès

### Squadra
- Coppa di Israele: 2

Hapoel Gerusalemme: 2019-2020, 2024
- Coppa di Lega israeliana: 1

Hapoel Gerusalemme: 2019
- FIBA Europe Cup: 1

Ironi Nes Ziona: 2020-2021
- Lega Balcanica: 1

Hapoel Galil Elyon: 2021-2022

### Individuale
- All-Israeli League First Team: 1

Hapoel Galil Elyon: 2021-2022